# ユニ石狩岳
ユニ石狩岳（ユニいしかりだけ）は、北海道の上川郡上川町と河東郡上士幌町の2町にまたがる標高1,756mの山である。北海道百名山に選定されている。

## 概要
石狩山地を構成する東大雪の山で、西には音更山や日本二百名山の一つである石狩岳、東には北海道大分水点や三国山が並ぶ。石狩岳と音更山とユニ石狩岳の3山はまとめて石狩三山や石狩連峰（三国山を含む場合がある）と呼ばれることがある。ナキウサギの生息地で知られている。
山名の由来はアイヌ語であるが諸説ある。
- 「ユニ」という言葉は「通路とする」という意味があり、石狩岳へと通じる山という説[2]。
- 「i-un-{ishikari}（それ・いる・石狩川）」石狩川支流の由仁石狩川がユニ石狩岳北部を流れており、「それ」とは熊と推測されている[3]。アイヌ民族は神として敬うエゾヒグマ、あるいは不吉な生物として恐れる蛇は実名を呼ぶのをはばかり、「それ」（アイヌ語では「イ」）と婉曲に呼んだ[4]。
- 「yu-un-{ishikari}（温泉・ある・石狩川）」同じ由仁石狩川からの推測であるが、付近に温泉はない[3]。

## 登山
上士幌町の十勝三股側から登山道が整備されている。登山口へは音更川本流林道、音更川林道、シンノスケ迂回林道、シンノスケ迂回1の沢林道からアプローチできる。登山口から十石峠へ登りユニ石狩岳へと至る。ユニ石狩岳のみよりも石狩三山をまとめて登る人が多いが、長時間かかってしまうため途中でテント泊する登山者も少なくない。